# 이와테현 제1구
이와테현 제1구(일본어: 岩手県第1区, いわてけんだい1く)는 일본의 중의원 선거구이다. 1994년 일본 공직선거법 개정으로 신설되었다.

## 지역
- 모리오카시
- 시와군

2017년 선거구 개편으로 모리오카 시의 옛 다마야마 촌 지역도 1구에 편입되면서 모리오카 시 전역이 1구에 속하게 되었다.

## 역사
닷소 다쿠야 (현재 이와테현 지사)가 중의원 의원 시절 지반으로 삼았던 지역이다. 타쿠야는 1996년부터 4회 연속 소선거구에서 당선 (신진당 - 자유당 - 민주당)되었으며, 이와테 현의 오자와 왕국을 공고히 했다. 현지사가 된 이후에는 고등학교와 대학교 후배인 시나 다케시가 지반을 물려받고, 오자와 왕국을 지키고 있다.
시나 의원은 2011년 동일본 대지진 이후 오자와와 결별했고, 이듬해 제46회 일본 중의원 의원 총선거에서 오자와는 시나의 상대 후보로 닷소의 아내인 닷소 요코를 내세웠다. 결과적으로는 시나 의원이 자리를 지켜 내고, 이와테현 제1구는 오자와의 영향권에서 명실상부 벗어나게 되었다. 또한 이번 선거에서는 민주당 후보들이 모두 큰 역풍을 받는 동시에 자민당에도 순풍이 불면서, 다카하시 히나코가 본 선거구의 자민당 후보로는 16년만에 도호쿠 블록에서 비례 대표로 부활 당선되었다. 이와테 현내에서는 1946년 당선된 스가와라 엔 이후 66년 만의 여성 중의원 의원이었다.
한편 닷소 요코는 비례부활에도 실패하고 3위로 낙선했다. 3구에서도 오자와 계열에서 벗어난 기카와다 토오루가 자리를 지키고 2구에서는 자민당의 스즈키 슌이치가 의석을 탈환했다. 오자와는 자신의 선거구인 4구를 제외한 모든 선거구에서 자기 계열 의원들을 잃었으며, 일명 '오자와 왕국'은 붕괴했다.
제47회 일본 중의원 의원 총선거에서 오자와가 이끄는 생활의당은 후보를 내지 않고, 시나와 다카하시 간의 사실상 일대일 승부가 되었다. 시나 의원이 다시 당선되었지만 다카하시도 비례부활로 당선했다.

## 역대 국회의원
| 선거          | 선거          | 의원          | 정당       |
| ------------- | ------------- | ------------- | ---------- |
|               | 1996년 제41회 | 닷소 다쿠야   | 신진당     |
|               | 2000년 제42회 | 닷소 다쿠야   | 자유당     |
|               | 2003년 제43회 | 닷소 다쿠야   | 민주당     |
| 2005년 제44회 |               | 닷소 다쿠야   | 민주당     |
| 2007년 재보궐 | 시나 다케시   |               | 민주당     |
| 2009년 제45회 | 시나 다케시   |               | 민주당     |
| 2012년 제46회 | 시나 다케시   |               | 민주당     |
| 2014년 제47회 | 시나 다케시   |               | 민주당     |
|               | 시나 다케시   | 2017년 제48회 | 희망의 당  |
|               | 시나 다케시   | 2021년 제49회 | 입헌민주당 |

## 같이 보기
- 이와테현 선거구